# フェルナンド・サウセド
フェルナンド・ハビエル・サウセド・ペレイラ（Fernando Javier Saucedo Pereyra  ,  1990年3月15日 - ）は、ボリビア・サンタクルス県サンタ・クルス・デ・ラ・シエラ出身のプロサッカー選手。リーガ・デ・フットボル・プロフェシオナル・ボリビアーノのクルブ・ボリバルに所属している。ポジションはMF。

## 来歴
2005年にオリエンテ・ペトロレロのユースチームに入団。2010年シーズンにトップチームに昇格し、プロデビュー。2014-15シーズン途中にCDグアビラに移籍。2015-16シーズンからはクラブ・ホルヘ・ウィルステルマンでプレーした。

## ボリビア代表
2009年にU-20のボリビア代表として、南米ユース選手権に出場。2016年にフル代表デビュー。コパ・アメリカ・センテナリオ、コパ・アメリカ2019に出場した。

## W杯予選でのハプニング
2016年3月の2018 FIFAワールドカップ・南米予選のホームゲームでの対アルゼンチン戦の試合前、ボリビア代表の選手団は、アルゼンチン国歌の斉唱中にアルゼンチン代表の選手団に握手を求め、驚いたリオネル・メッシが握手を拒否するというハプニングが発生した。試合はアルゼンチンが2-0が勝利したものの、試合後にもまた一騒動。今度はボリビアの選手団がメッシに群がり、ユニフォームの交換をお願いするというハプニングが発生した。最終的にメッシはサウセドにユニフォームを手渡し、サウセドは記者会見で満面の笑みを浮かべた。